# Charlie Schlatter
Charles Thomas "Charlie" Schlatter (Fair Lawn, Nueva Jersey, 1 de mayo de 1966) es un actor estadounidense. Ha protagonizado numerosas series de televisión y películas, y es conocido por su papel del Dr. Jesse Travis en la serie Diagnosis Murder, con Dick Van Dyke, y por su papel en la película 18 Otra vez! con George Burns. También es conocido por la voz de Kick Buttowski de la serie animada de Disney XD, Kick Buttowski: Suburban Daredevil.

## Filmografía
| Año       | Trabajo                                | Papel                      |
| 1988      | 18 Otra vez!                           | David Watson / Jack Watson |
| 1989      | The Delinquents                        | Brownie                    |
| 1993      | Las aventuras de Sonic                 | Voces adicionales          |
| 1994      | Academia de Policía 7: Misión en Moscú | Cadete Kyle Connors        |
| 1995-2002 | Diagnóstico Asesinato                  | Dr. Jesse Travis           |
| 1997-2002 | El toque de un Angel                   | Kevin Greely               |
| 2002      | Tom y Jerry: El anillo mágico          | Chip (voz)                 |
| 2006-2007 | KND: Los chicos del barrio             | Número 20.000 (voz)        |
| 2005-2007 | Loonaticos                             | Ace Bunny (voz)            |
| 2005-2007 | Ben 10                                 | Kevin Levin (voz)          |
| 2008-2009 | Los padrinos mágicos                   | Hada Nerd (voz)            |
| 2010-2012 | Kick Buttowski: Medio doble de riesgo  | Kick Buttowski (voz)       |
| 2012-2013 | Winx Club: Beyond Believix             | Timmy (voz)                |